# Sūrtajīn
Sūrtajīn (persiska: سورتجین, سورتِه جين, سورتَجِن) är en ort i Iran.   Den ligger i provinsen Hamadan, i den nordvästra delen av landet, 220 km väster om huvudstaden Teheran. Sūrtajīn ligger 2 063 meter över havet och antalet invånare är 364.
Terrängen runt Sūrtajīn är kuperad åt nordost, men åt sydväst är den platt.Runt Sūrtajīn är det ganska glesbefolkat, med 47 invånare per kvadratkilometer. Närmaste större samhälle är Razan, 16,6 km söder om Sūrtajīn. Trakten runt Sūrtajīn består i huvudsak av gräsmarker.